# 팝스테이션
팝스테이션(POP Station)은 플레이스테이션 포터블과 외형이 닮은 휴대용 게임기이다.

## 팝스테이션
팝스테이션(POP Station)은 플레이스테이션 포터블과 비슷하게 생겼으며 게임 앤드 워치와 유사한 시스템으로 작동된다.

## 네오 더블 게임즈
네오 더블 게임즈는 닌텐도 DS와 비슷하게 생긴 게임기이다.